# 7e Legerkorps (Verenigde Staten)

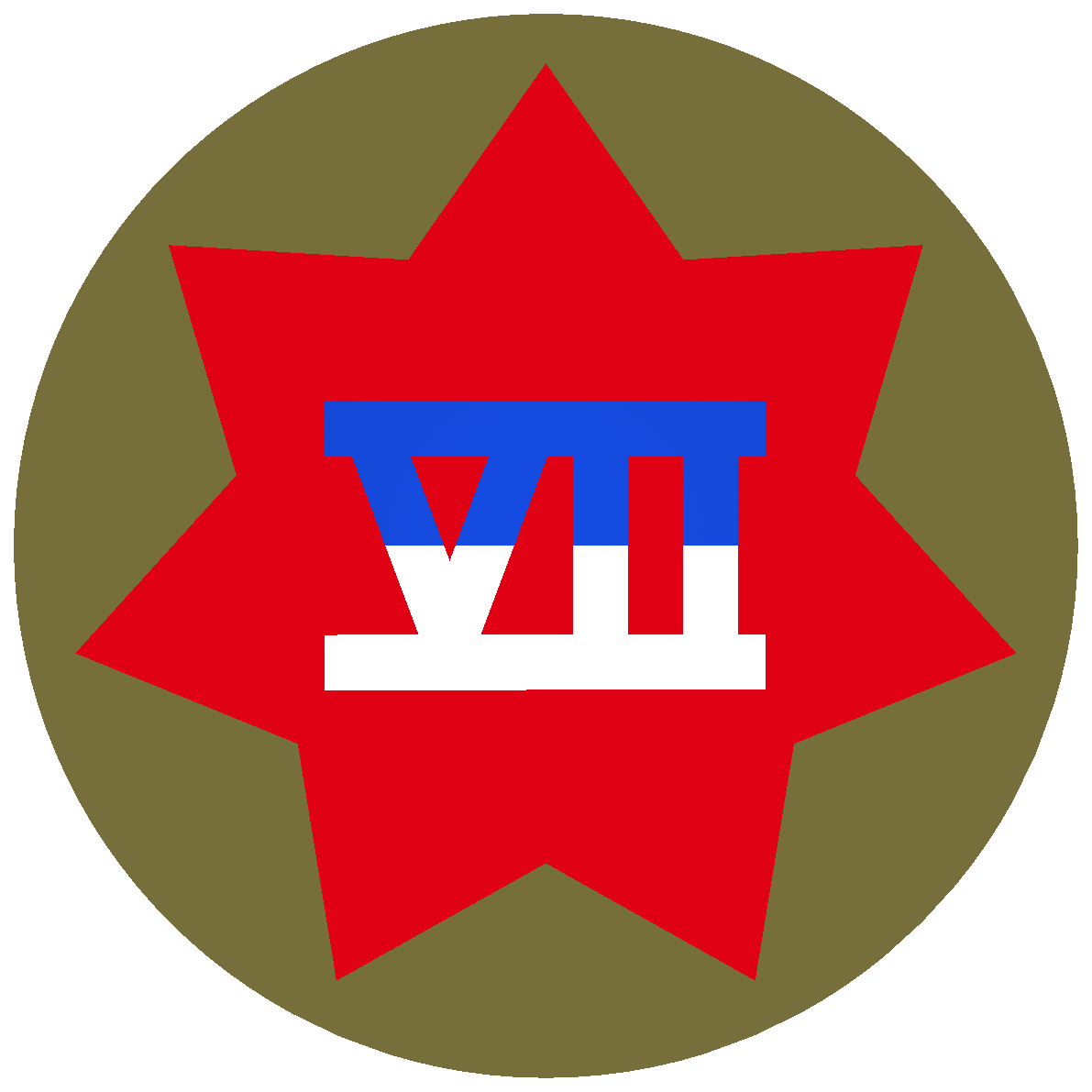
Insigne van de Amerikaanse VII Korps

Het VIIe Korps is een legerkorps van de Verenigde Staten.

## Geschiedenis

### Eerste Wereldoorlog
Het VIIe korps werd opgericht op 19 augustus 1918 te Remiremont, Frankrijk. Het werd in 1919 ontbonden.

### Tweede Wereldoorlog
Het VIIe korps werd in Fort McClellan (Alabama) gereactiveerd op 25 november 1940. Het nam deel aan de Louisiana-manoeuvres. Eind december 1941 verhuisde het VIIe korps naar San Jose (Californië). 
Op D-Day in 1944, vocht het onder het 1e Leger in Operatie Overlord op Utah Beach. Voor die operatie werden de 101e Luchtlandingsdivisie en 82e Luchtlandingsdivisie toegevoegd aan het VIIe korps. 
Het VIIe korps leidde de aanval in Operatie Cobra.

### Golfoorlog van 1990-1991
Nadat Saddam Hoessein in 1990 Koeweit binnenviel, werd het korps naar Saoedi-Arabië gestuurd. Zij versloegen de Iraakse Republikeinse Garde in de Slag bij Easting 73.